# Абуладзе Тенгіз Євгенович
Тенгіз Євгенович Абуладзе (груз. თენგიზ აბულაძე; 31 січня 1924, Кутаїсі — 6 березня 1994, Тбілісі, Грузія) — грузинський кінорежисер, сценарист, театральний педагог.
Працював в у жанрі поетичних і філософських драм. У його творах відображено традиції, життя та звичаї Грузії.

## Життєпис
Абуладзе вивчав театральну режисуру (1943—1946) у Театральному інституті імені Шота Руставелі (Тбілісі, Грузія), та кінорежисуру у ВДІКу (Всеросійський державний інститут кінематографії) у Москві. У 1952 році закінчив ВДІК, а в 1953 році став режисером на «Грузія-фільм» (Грузія).
Його перший фільм, «Лурджа Магдани» (1956), який він зняв разом з Резо Чхеідзе, отримав нагороду «Найкращий короткометражний художній фільм» на Каннському кінофестивалі 1956 року. Абуладзе найбільш відомий своєю кінотрилогією: «Благання» (1968), «Дерево бажань» (1977) і «Покута» (1984, випущений 1987), які принесли йому першу премію Ніка за Найкращий фільм. Фільм «Покута» отримав спеціальний приз журі на Каннському кінофестивалі 1987 року. У 1987 Абуладзе був членом журі 15-го Московського міжнародного кінофестивалю.
Абуладзе став відомим у Радянському Союзі під час перебудови, коли в 1986 році вийшов на екрани його заборонений фільм «Покута», що був яскравим викриттям сталінського терору.
Сюжет «Покути» обертається навколо смерті старого тирана Варлама Аравідзе та відмови жінки Кетеван Барателі залишити його труп у спокої. Вона неодноразово розкопує труп і також викриває на суді заборонені таємниці минулого. Аравідзе — узагальнений образ тирана (як Адольф Гітлер, Беніто Муссоліні, Йосип Сталін, але найбільш очевидно — як соратник Сталіна, грузин Лаврентій Берія).

## Кінокар'єра
Повернувшись до Тбілісі разом зі своїм грузинським товаришем Ревазом Чхеідзе, Абуладзе приєднався до студії «Грузіафільм», і разом вони почали свою кар'єру, знімаючи документальні фільми про фольклор своєї країни. У 1955 році вони зняли свій перший недокументальний фільм «Осел Магдани», який отримав нагороду за найкращий короткометражний фільм у Каннах у 1956 році. Наступною роботою Абуладзе став повнометражний фільм «Чужі діти» (1958), психологічний портрет життя в Тбілісі. Далі були трагікомедія «Я, бабуся, Іліко та Іларіон» (1962) «Нрави в гірському селі» та лірична комедія «Намисто для коханої» (1973).
Однак репутація Абуладзе заснована на трилогії фільмів, які стосуються фундаментальних питань добра і зла, любові й ненависті, життя і смерті. Перший з них, «Благання» (1968), був натхненний віршами Важа-Пшавела і знятий у чорно-білих тонах на тлі суворого грузинського пейзажу, знайомого з інших фільмів того часу. Другий фільм у трилогії, «Дерево бажань» (1971), був епічним сюжетом, дія якого розгортається в тому самому пейзажі та зосереджена на сподіваннях і мріях молодої жінки та чоловіка, які шукають міфічне дерево, яке здійснить мрії. «Ялинка бажань» отримала призи фестивалів у Москві, Чехословаччині та Італії, удостоєна Державної премії Грузинської РСР. З 1974 року Абуладзе викладав в Інституті Руставелі, який закінчив три десятиліття тому.
У 1978 році Абуладзе приєднався до Комуністичної партії Радянського Союзу, що було нормальною кар'єрою на той час і в тому контексті. У 1980 році йому присвоєно звання Народного артиста УРСР. На той час він був одним із провідних радянських грузинських режисерів. На перший погляд, він був ідеальним прикладом радянської культурної номенклатури. Потім у 1983–84 роках він зняв фільм «Покаяння» (знятий для грузинського телебачення), який мав привернути до нього увагу всього світу.
Як і багато інших фільмів «періоду застою», «Покаяння» залишилося «на полиці». Абуладзе настільки боявся, що його фільм буде знищено, що він, як відомо, зберіг єдину копію, що залишилася, під своїм ліжком. Коли в 1986 році прийшли Михайло Горбачов і гласність, а стара гвардія радянської спілки кінематографістів була одностайно виключена, була створена Конфліктна комісія для перегляду цих відкладених фільмів. За підтримки тодішнього радянського міністра закордонних справ Едуарда Шеварднадзе «Покаяння» було випущено спочатку в Грузії, а потім по всьому Радянському Союзу, де воно зібрало рекордну аудиторію та стало головним фільмом усього процесу гласності.

### Фільмографія
За свою кар'єру Тенгіз Абуладзе зняв 12 фільмів. П'ять із них були документальними, а сім — художніми. Його останній фільм мав бути про Галактіона Табідзе та Іллю Чавчавадзе, але він залишився незакінченим.
| Рік  | Назва українською                     | Оригінальна назва                  | Тривалість | Примітки |
| ---- | ------------------------------------- | ---------------------------------- | ---------- | --- |
| 1953 | Наш палац                             | ჩვენი სასახლე                      | Невідома   | Документальний |
| 1954 | Державний ансамбль грузинського танцю | ქართული ცეკვის სახელმწიფო ანსამბლი | Невідома   | Документальний |
| 1955 | Дмитрій Аракішвілі                    | დიმიტრი არაყიშვილი                 | Невідома   | Документальний |
| 1955 | Лурджа Магдани                        | მაგდანას ლურჯა                     | 63 хв      | |
| 1958 | Чужі діти                             | სხვისი შვილები                     | 77 хв      | також автор сценарію разом з Резо Джапарідзе                                                                                                   |
| 1962 | Я, бабуся, Іліко та Іларіон           | მე,ბებია,ილიკო და ილარიონი         | 92 хв      | також автор сценарію з Нодара Думбадзе. За мотивами його роману Я, бабуся, Іліко та Іларіон                                                    |
| 1955 | Сванські замальовки                   | სვანური ჩანახატები                 | Невідома   | Документальний |
| 1967 | Благання                              | ვედრება                            | 72 хв      | також автор сценарію разом з Резо Квеселавою та Анзором Салуквадзе. За мотивами віршів Важа Пшавела — «Господар і Гість» та «Алуда Кетелаурі». |
| 1971 | Намисто для моєї коханої              | სამკაული ჩემი სატრფოსათვის         | 70 хв      | також автор сценарію разом з Ахмедом Абу-Бакаром і Тамазом Меліавою. За мотивами новели Ахмеда Абу-Бакара                                      |
| 1972 | Музей під відкритим небом             | მუზეუმი ღია ცის ქვეშ               | Невідома   | Документальний |
| 1976 | Дерево бажань                         | ნატვრის ხე                         | 87 хв      | також автор сценарію з Ревазом Інанішвілі |
| 1984 | «Покута»                              | მონანიება                          | 153 хв     | також автор сценарію з Наною Джанелідзе та Резо Квеселавою                                                                                     |
| 1989 | Хаджи Мурат                           | ჰაჯი მურატი                        | Невідома   | |

## Нагороди
- Спеціальний приз журі Каннського кінофестивалю
- Лауреат премії «Ніка» (1988).